# 福爾克斯巴赫河
50°46′50.6″N 8°2′22.4″E / 50.780722°N 8.039556°E
福爾克斯巴赫河（德語：Volkersbach），是德國的河流，位於該國西部，處於北萊茵-威斯特法倫州，屬於黑勒河的右支流，河道全長3.2公里，流域面積5.4平方公里。